# Hochwasserrückhaltebecken Ehringen
Das Hochwasserrückhaltebecken Ehringen ist ein Hochwasserrückhaltebecken an der Erpe bei Ehringen im nordhessischen Landkreis Waldeck-Frankenberg mit kleinen Ausläufern bei Vollstau im Landkreis Kassel. Es dient dem Hochwasserschutz von Ehringen und der unterhalb davon gelegenen Stadt Volkmarsen.

## Geographische Lage
Das Becken liegt oberhalb von Ehringen, einem südöstlichen Stadtteil von Volkmarsen. Sein Staudamm steht rund 400 m südöstlich des oberen Dorfausgangs (Kreisstraße 11; Ehringen−Niederelsungen), wenige Meter westlich bzw. unterhalb der Einmündung der von Niederelsungen kommenden Dase in den aus Richtung Wolfhagen heran fließenden Twiste-Zufluss Erpe. Wenige Meter westlich des Damms verläuft zwischen Ehringen im Norden und Wolfhagen im Süden die über die Erpe führende Bahnstrecke Volkmarsen–Vellmar-Obervellmar. Die Westgrenze des Landkreises Kassel und die Nordwestgrenze des Naturparks Habichtswald verlaufen östlich des Beckens, dessen Wasseroberfläche bei entsprechend hohem Wasserstand noch in beide reicht. Nahe dem Südausläufer des Beckens befinden sich an der Erpe linksseits die Stadtwüstung Landsberg und rechtsseits die Burgruine Rodersen.

## Geschichte
Weil besonders Ehringen seit den 1950er Jahren von sieben Starkhochwassern von Erpe und Dase heimgesucht wurde, musste Abhilfe geschaffen werden. Schon nach dem Starkhochwasser von 1965 wurde nicht nur der Bau der Twiste-, sondern auch der nie erbauten „Erpetalsperre“ geplant. Sie sollte kurz nach der Twistetalsperre gebaut werden und etwa 5,6 Mio. m³ Gesamtstauraum bei rund 1,7 Mio. m³ Dauerstauraum haben, woraus zirka 3,9 Mio. m³ als Hochwasserschutzraum resultieren. Aufgrund schwieriger Untergrundverhältnisse wurde dies nicht verwirklicht.
Nachdem dieser und andere Pläne verworfen worden waren, gab es im Jahr 2002 erneut ein Starkhochwasser. Daraufhin wurde der Staudammbau für das „Hochwasserrückhaltebecken Ehringen“ beschlossen. Der erste Spatenstich erfolgte am 29. September 2006. Kein Hochwasser gefährdete die Bauarbeiten. Die Einweihung fand am 17. Oktober 2008 statt, ein „Tag der offenen Tür“ am 18. Oktober 2008.

## Staudamm mit Auslassbauwerk
Der Staudamm ist an seiner Krone 220 m lang und 10 m hoch, genauso hoch wie der benachbarte Bahndamm, und an der Basis 55 m breit. Er hat rund 40.000 m³ Bauwerksvolumen aus geschüttetem Rötton, der einzigen Formation des Oberen Buntsandsteins, und seine Böschungsneigung ist luft- und wasserseitig 1:2,5.
In den Damm wurde ein etwa 51 m langes Auslassbauwerk aus Stahlbeton unter anderem mit Bodenplatten, Seitenwänden, Mittelpfeiler, Stirnwand, Staubalken, Brückenplatten, Betriebsauslass und Hochwasserentlastungsanlage integriert. Dafür wurden insgesamt 2.200 m³ Beton und 230 t Betonstahl verbaut. Im Zulaufbereich wurden zum Rückhalt von Treibgut zahlreiche Eichenpfosten in Betonköcher gesetzt. Am luftseitigen Dammfuß wurde ein Betriebsgebäude mit Kontroll- und Steuergeräten nahe dem Auslassbauwerk errichtet.

## Hochwasserrückhaltebecken
Das Hochwasserrückhaltebecken hat 1,43 Mio. m³ Gesamt- bzw. Hochwasserschutzraum, womit ein 75-jährliches Hochwasser abgedeckt sein soll; künftig können aber auch die Auswirkungen eines 100-jährlichen Hochwassers (HQ100) bei einem Bemessungshochwasser von 89 m³/s gemildert werden. Der Stauraum ist für ein rund 122 km² großes Niederschlags- bzw. Einzugsgebiet ausgelegt, von dem etwa drei Viertel auf das Flussgebiet der Erpe und ein Viertel auf jenes der Dase entfallen. Die maximal überstaute Hochwasserrückhaltefläche umfasst zirka 37,6 ha. Das Stauziel liegt bei knapp 210 m ü. NHN.

## Arbeiten an Fließgewässer und Infrastruktur
Während des Staudammbaus wurde der im Dammbereich befindliche Gewässerabschnitt der Erpe etwas umgestaltet, wobei einige Sträucher entfernt und Bäume gefällt, die Zufahrtsstraße zum und mit Parkplatz am Betriebsgebäude angelegt und mehrere Spazier- und Wanderwege, ein solcher führt auch über den Damm, verändert und verbreitert werden mussten.